# چوب به‌دست‌های ورزیل
چوب بدستهای ورزیل معروف ترین نمایشنامه غلامحسین ساعدی است و در سال ۱۳۴۴ نوشته شده است. این نمایشنامه نخستین بار به کارگردانی جعفر والی اجرا شد.

### موضوع نمایشنامه
غلامحسین ساعدی نویسنده و نمایشنامه‌نویس ایرانی در این نمایشنامه نگرشی انتقادی نسبت به مدرنیته‌‌ سازی رژیم پهلوی در کشورش دارد. چرا که معتقد است مرحله‌ی گذار از سنت به تجدد، بدون پیش‌زمینه‌های تاریخی مورد نیاز، علی‌رغم شعارهایی که داده می‌شود چیزی جز درد و رنج برای  انسان‌ها نداشته است و در این نمایشنامه نیز استیصال نسلی به تصویر کشیده می‌شود که خود را در مقابل اندوه عمیق استعمار و استثمار تنها می‌یابد.